# تسجيلات أبل
تسجيلات أبل هي شركة تسجيلات بريطانية، تأسست في 1968، يقع مقرها في لندن، تم تأسيسها بواسطة البيتلز.